# Mielichhoferia sasaokae
Mielichhoferia sasaokae är en bladmossart som beskrevs av Brotherus 1921. Mielichhoferia sasaokae ingår i släktet kismossor, och familjen Bryaceae. Inga underarter finns listade i Catalogue of Life.